# خط لوله لانگلد
خط لوله لانگلد (Langeled Pipeline)، خط لوله انتقال گاز طبیعی است که فاصله 1200 کیلومتری بستر صخره‌ای اقیانوس، از نروژ تا بریتانیا را طی می‌کند. لانگلند طولانی‌ترین خط لوله در نوع خود می‌باشد و 20 درصد گاز بریتانیا را تأمین می‌کند.این خط لوله بزرگترین خط لوله در نوع خودش است. مسیر حرکت خط لوله از میان خطر ناک‌ترین آب‌ها در جهان است.